# Ścigany
Ścigany (The Fugitive) – amerykański film sensacyjny z 1993 roku w reż. Andrew Davisa. Film jest remakiem serialu telewizyjnego pod tym samym tytułem sieci ABC, emitowanego w USA w latach 1963–1967, bardzo popularnego także w Polsce w latach 60. XX w.

## Obsada
- Harrison Ford jako dr Richard Kimble
- Tommy Lee Jones jako szeryf Samuel Gerard
- Sela Ward jako Helen Kimble
- Julianne Moore jako dr Anne Eastman
- Joe Pantoliano jako Cosmo Renfro
- Andreas Katsulas jako Frederick Sykes
- Jeroen Krabbé jako dr Charles Nichols
- Daniel Roebuck jako Biggs
- L. Scott Caldwell jako Poole
- Tom Wood jako Newman
- Ron Dean jako detektyw Kelly
- David Darlow jako dr Lentz

## Nagrody
- Tommy Lee Jones otrzymał Oscara dla najlepszego aktora drugoplanowego
- Tommy Lee Jones otrzymał Złoty Glob dla najlepszego aktora drugoplanowego
- Harrison Ford oraz Tommy Lee Jones otrzymali nagrodę MTV Movie Award dla najlepszego duetu aktorskiego
- Nagroda BAFTA za najlepszy dźwięk

## Nawiązania
- 1998: Ści(ą)gany (ang. Wrongfully Accused), scenariusz i reżyseria Pat Proft. Film komediowy stanowiący parodię produkcji Ścigany. Tytułowa postać – Ryan Harrison (wcielił się w nią Leslie Nielsen), stanowi nawiązanie do osoby aktora Harrisona Forda.